# Eisenbahnunfall von Dugald
Der Eisenbahnunfall von Dugald war ein Frontalzusammenstoß zweier Personenzüge in Dugald, Manitoba, in Kanada am 1. September 1947. 31 Menschen starben.

## Ausgangslage
Die Transkontinentalstrecke der Canadian Pacific Railway (CPR) war bei Dugald nur eingleisig ausgebaut. Die Weichen in Dugald waren nur von Hand zu stellen.
Hier fuhren zwei Züge in gegensätzlicher Richtung: Der Zug Nr. 4, ein transkontinentaler Fernverkehrszug, war in östlicher Richtung unterwegs und als vorrangig eingestuft. In der Gegenrichtung verkehrte Zug Nr. 6001, ein Sonderzug. Nach ursprünglichem Fahrplan hätten die Züge in einem anderen Bahnhof kreuzen sollen. Die Kreuzung wurde jedoch nachträglich nach Dugald verlegt, die Lokomotivführer beider Züge erhielten entsprechende schriftliche Fahraufträge. Danach sollte der Sonderzug in Dugald in das Kreuzungsgleis fahren und den Zug Nr. 4 vorbei lassen.
Die CPR setzte damals noch Personenwagen älterer Bauart mit Holzaufbauten und teilweise noch mit Gasbeleuchtung ein. Neun Wagen dieser älteren Bauart wurden in beiden Zügen mitgeführt.

## Unfallhergang
Der Zug Nr. 4 erreichte den Bahnhof Dugald zuerst, hielt auf dem durchgehenden Streckengleis – wie vorgesehen – an und wartete auf den entgegen kommenden Sonderzug. Statt vor dem Bahnhof Dugald den Sonderzug anzuhalten, damit jemand vom Zugpersonal die Weiche zum Überholungsgleis umstellen konnte, fuhr der Lokomotivführer des Sonderzuges aber mit etwa 50 km/h in den Bahnhof hinein, wo es zur Kollision beider Züge kam. Insbesondere die Wagen mit hölzernen Aufbauten wurden schwer beschädigt und gerieten durch den Brennstoff für die Gasbeleuchtung in Brand.

## Folgen
31 Menschen starben, 85 wurden darüber hinaus verletzt. Als Konsequenz aus dem Unfall wurden bei der CPR die Wagen mit hölzernem Aufbau beschleunigt gegen solche, die komplett aus Stahl konstruiert waren, ausgetauscht.